# Verkehrs-Club der Schweiz

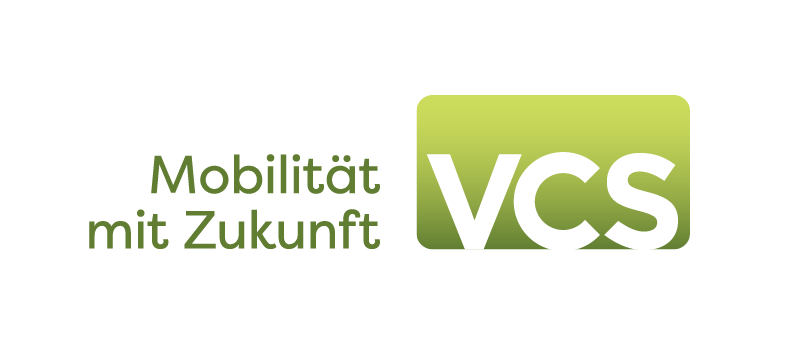
Logo des Verkehrs-Club der Schweiz (VCS)

Der Verkehrs-Club der Schweiz (VCS) ist ein am 15. Mai 1979 gegründeter Schweizer Verband mit Sitz in Bern (bis zum 20. Juni 2014 Herzogenbuchsee). Er ist ein Verkehrsclub mit gemeinnützigem Charakter und zielt auf eine nachhaltige, klimafreundliche Mobilität. Seinen Mitgliedern bietet der VCS Versicherungsdienstleistungen zur Mobilität mit Pannenhilfe und Reiseversicherungen.
Die Organisation zählt knapp 100'000 Mitglieder (Ende 2007 noch rund 115'000) und ist damit nach dem Touring Club Schweiz (TCS) der zweitgrösste Verkehrsverband im Land. Der Verein ist in 24 Sektionen aufgeteilt, die in allen Kantonen und im Fürstentum Liechtenstein präsent sind.
Der Zentralvorstand wird seit 2024 von einem Co-Präsidium – bestehend aus Jelena Filipovic und David Raedler – geleitet. Die beiden folgten auf Ruedi Blumer.

## Zweck und Tätigkeit
Der von verschiedenen Umweltschutzverbänden ins Leben gerufene VCS setzt seine Prioritäten in der Förderung des öffentlichen Verkehrs. Vereinszweck ist gemäss Statuten ein menschen-, umwelt- und klimagerechtes Verkehrswesen nach folgenden Grundsätzen (Zitat aus dem Zweckartikel des Vereins):
- sparsame Verwendung von Energie, Raum, Rohstoffen;
- minimale Umweltbelastung, vor allem durch Lärm, Erschütterungen, Schmutz- und Schadstoffe;
- Vermeidung von unnötigem Verkehrsaufkommen;
- optimale Sicherheit und Gesundheit für alle Verkehrsteilnehmerinnen und -teilnehmer, namentlich für Kinder, ältere Leute und Menschen mit einer Behinderung;
- Begünstigung von Verkehrsmitteln mit optimalem Wirkungsgrad;
- Förderung verkehrsarmer Raumordnungs- und Siedlungsstrukturen;
- Schutz der Natur und der Kulturgüter gegen Beeinträchtigung durch Verkehr.

Der VCS publizierte eine jährlich erschienene Auto-Umweltliste, die 2022 durch die Online-Plattform eco-auto.info ersetzt wurde. Sie bietet Mitgliedern und Nichtmitgliedern eine Entscheidungshilfe beim Autokauf und bewertet alle in der Schweiz erhältlichen Automodelle ausführlich nach ökologischen Kriterien.

## Verbandsbeschwerderecht
2004 wurde dem VCS erstmals vorgeworfen, mit dem Verbandsbeschwerderecht die Verwirklichung einiger Einkaufszentren verhindert oder verzögert zu haben. Im Fokus der Öffentlichkeit standen dabei Beschwerden des VCS im Zusammenhang mit diversen neuen oder auszubauenden Einkaufszentren der Migros, einem Neubau des Möbelhauses Ikea in Spreitenbach AG bzw. Dietikon ZH, sowie dem Bau eines neuen Stadions für die Fussball-Europameisterschaft 2008 in Zürich.
Beim Projekt Hardturm-Stadion stieg der VCS Mitte 2004 nach dem Entscheid der ersten Instanz (Regierungsrat des Kantons Zürich) aus dem Rechtsfall um das Planungsverfahren aus und war somit an der darüber hinausgehenden Blockierung gar nicht beteiligt. Als Ersatz für das Hardturm-Stadion wurde schliesslich das Letzigrund-Stadion umgebaut. Weil keine Mantelnutzung durch Einkaufszentren geplant wurde (und somit nicht mit einem erhöhten Verkehrsaufkommen zu rechnen war), verlief diese Planung ohne Intervention von Umweltverbänden.

## Lobbyismus
Der VCS kann über zwei Gästepässe von Nationalräten direkt im Bundeshaus lobbyieren. Des Weiteren verfügt er über diverse Interessenbindungen von Parlamentariern, namentlich aus den Reihen der SP sowie der Grünen. Zudem ist der VCS Mitglied der Klima-Allianz Schweiz.
Der VCS initiierte 2023 das Referendum gegen den Ausbauschritt 2023 für die Nationalstrassen. Dieses war in der Volksabstimmung vom 24. November 2024 erfolgreich, der Ausbau der Nationalstrassen wurde mit 52,7 Prozent abgelehnt.